# Action pour une Suisse indépendante et neutre
Pour les articles homonymes, voir ASIN.
L'Action pour une Suisse indépendante et neutre (ASIN ; en allemand : Aktion für eine unabhängige und neutrale Schweiz), depuis 2022 Pro Suisse, est un mouvement politique suisse et un cercle de réflexion et d'influence, généralement qualifié de nationaliste, ce que contestent les dirigeants du mouvement.

## Histoire
L'Action pour une Suisse indépendante et neutre (ASIN ou Asin) est créée le 19 juin 1986 à Berne par des membres du comité référendaire contre l'adhésion de la Suisse à l'Organisation des Nations unies (ONU), notamment Christoph Blocher et Otto Fischer. L'objectif était de créer une organisation permanente capable de s'opposer à l'intégration de la Suisse dans des institutions internationales comme l'ONU et l'Union européenne et également l'OTAN.
L'organisation se fait connaître lors de la campagne sur l'adhésion de la Suisse à l'Espace économique européen (votation du 6 décembre 1992), contre laquelle elle lutte avec acharnement. Cette position lui permet de devenir un mouvement de masse, avec 16 000 membres environ, mais elle lui vaut également le départ de quelques éminentes personnalités radicales et démocrate-chrétiennes.
Bien qu'elle s'intéresse surtout à la politique étrangère, elle intervient parfois sur d'autres thèmes, par exemple en faisant aboutir en 1995 un référendum contre la réforme du gouvernement.
Le 15 octobre 2022, l'ASIN fusionne avec l'association patronale contre l'adhésion à l'Union européenne et le comité « Non à une adhésion rampante à l'UE » pour former Pro Suisse.

### Présidents
- 2022 - : Stephan Rietiker[5]
- 2014 - 2022 : Lukas Reimann[6]
- 2004 - 2014 : Pirmin Schwander[7],[8]
- 1986 - 2004 : Christoph Blocher[2],[9]

### Directeurs
- 2010 - : Werner Gartenmann[10]
- 1998 - 2010 : Hans Fehr[11],[12]

### Adhérents
- 2023 : environ 25 000 membres[13]
- 2000 : environ 30 000 membres[1]
- 1992 : environ 16 000 membres[1]

## Controverses
L'ASIN a longtemps compté dans ses rangs des personnalités ouvertement néonazies,  telles Gaston-Armand Amaudruz et Walter Fischbacher, qui ont finalement été expulsées.
Le 3 février 2009, Pirmin Schwander, en tant que président de l'ASIN, dépose plainte contre Micheline Calmy-Rey pour délit contre la volonté populaire au sens de l'article 280 du code pénal suisse. Il lui reproche d'avoir affirmé qu'un « non » le 8 février 2009 à la votation sur l'élargissement de la libre-circulation des personnes à la Bulgarie et la Roumanie signifiait la mort des bilatérales.
En juillet 2023, le directeur de l'ASIN crée la controverse en appelant à la recréation d'armées secrètes telles que la P-26.

## Publications
Elle publie six fois l'an une lettre d'information, intitulée ASIN Bulletin depuis 2007.
| - La Suisse et la Seconde Guerre Mondiale, Christoph Blocher, 1997. - La Suisse et le rapport d'Eizenstat, Christoph Blocher, 1997. - Mutations stratégiques. Rapport d'étude stratégique sur le développement ultérieur de la politique suisse de sécurité, Christoph Blocher, 1998. - La neutralité suisse, une appréciation historique, Peter Stadler. - Quelques réflexions à propos du Non suisse, Christoph Mörgeli. | - Pas d'adhésion à l'UE par la bande, Christoph Blocher, Ulrich Schlüer, Christoph Mörgeli. - La lutte pour l'indépendance et la neutralité suisses est plus urgente que jamais, par Pirmin Schwander et Christoph Blocher, 2008. - Lorsque les gouvernants perdent de vue les personnes, la démocratie n'existe plus, par Franz Ludwig Schenk Graf von Stauffenberg, 2009. |